# Julius Schwabach
Pour les articles homonymes, voir Schwabach (homonymie).
Julius Schwabach est un banquier allemand de confession juive, proche du chancelier Otto von Bismarck.

## Biographie
Dès ses débuts dans la finance, il figure parmi les dirigeants de la Banque S. Bleichröder, fondée en 1803 à Berlin. 
Tout comme son associé Gerson von Bleichröder, considéré par ses contemporains comme l'homme le plus riche de la Prusse, il est le banquier d'Otto von Bismarck et l'un des relais de l'Office des Affaires étrangères (Allemagne). Ils font partie des banquiers qui organisèrent le financement de la Guerre austro-prussienne de 1866 par un emprunt de l'État.
Julius Schwabach et Gerson von Bleichröder sont actionnaires de l'Agence Continentale, devenue depuis 1865 une société en commandite, selon la volonté d'Otto von Bismarck.